# Friedrich III. (Sizilien)

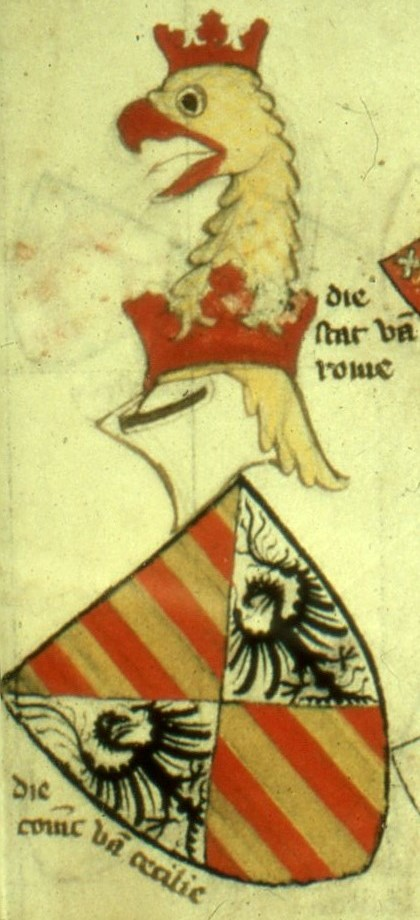
Wappen von Friedrich III. in einem mittelalterlichen Wappenbuch (Armorial Gelre)

Friedrich III.  (* um 1341 in Catania; † 27. Juli 1377 in Messina), genannt der Einfältige oder der Einfache, war ab 1355 König von Sizilien sowie Herzog von Athen und Neopatria.

## Leben
Friedrich III. war ein Sohn des Königs Peter II. von Sizilien aus dem Haus Aragon und dessen Gemahlin Elisabeth von Kärnten. Er folgte 1355 seinem Bruder Ludwig, der ohne legitime Nachkommen gestorben war, als König von Sizilien und nach dem Tod Friedrichs I. von Athen als Herzog von Athen und Neopatria. 
Er stand zunächst unter Regentschaft seiner ältesten Schwester Konstanze, nach deren Tod 1355 führte seine jüngere Schwester Eufemia bis 1357 die Regierungsgeschäfte. Am 15. April 1361 heiratete er in Catania Konstanze, Tochter des Peter IV., König von Aragon, mit der er sein einziges eheliches Kind hatte: Maria I., Königin von Sizilien.
Der Anfang von Friedrichs Regierungszeit war überschattet durch mehrfach unterbrochene Kriege mit dem Königreich Neapel. 1372 kam er mit den Neapolitanern und dem Papst zu einem Friedensschluss, nach dem er als tributpflichtiger König von „Trinacria“ bezeichnet wurde, was der faktischen Anerkennung der Autonomie Siziliens gleichkam. Zur Bekräftigung dieses Friedens heiratete Friedrich 1377 die neapolitanische Adlige Antonia del Balzo, Tochter des Francesco I., Herzog von Andria.
Friedrich zeigte sich seiner Aufgabe als König in ständiger Rivalität zu den Baronen in keiner Weise gewachsen. Er stützte sich auf seinen Günstling Graf Enrico di Ventimiglia-Gerace, der schließlich in einer Rebellion vertrieben wurde. 1374 entging Friedrich einem Attentat in der Kirche von Messina. 
Verhandlungen über eine dritte Ehe des Königs mit Antonia, Tochter des Bernabò Visconti, wurden durch den Tod Friedrichs 1377 gegenstandslos.
„Friedrich der Einfältige“ wird oft mit Friedrich II. (regierte 1296–1337) verwechselt, der sich selbst Friedrich III. nannte, im Gedenken an seinen Vorgänger, den Stauferkaiser Friedrich II., der auch König von Sizilien war.